# ساروس خورشیدی ۱۳۹
ساروس ۱۳۹ دوره‌ای زمانی با چرخه‌ای حدود ۱۸ سال و ۱۱ روز و ۸ ساعت (تقریباً ۶۵۸۵ و یک سوم روز) است که شامل ۷۱ خورشیدگرفتگی می‌شود.

## رخدادها
| ساروس | عضو | تاریخ                       | زمان (بزرگ‌ترین) ساعت هماهنگ جهانی | نوع  | مکان طول و عرض جغرافیایی | گاما    | قدر    | گُستره (km) | مدت زمان (دقیقه: ثانیه) | منبع |
| ----- | --- | --------------------------- | --------------------------------- | ---- | ------------------------ | ------- | ------ | ---------- | ----------------------- | ---- |
| ۱۳۹   | ۱   | ۱۷ مه ۱۵۰۱                  | ۳:۲۷:۴۴                           | جزئی | 63.7N 13.6W              | 1.5002  | 0.0905 |            |                         |      |
| ۱۳۹   | ۲   | ۲۸ مه ۱۵۱۹                  | ۱۰:۲۰:۰۹                          | جزئی | 64.6N 126.3W             | 1.4188  | 0.2342 |            |                         |      |
| ۱۳۹   | ۳   | ۷ ژوئن ۱۵۳۷                 | ۱۷:۱۴:۰۵                          | جزئی | 65.5N 120.2E             | 1.3373  | 0.3796 |            |                         |      |
| ۱۳۹   | ۴   | ۱۹ ژوئن ۱۵۵۵                | ۰:۰۷:۱۶                           | جزئی | 66.5N 6.6E               | 1.2542  | 0.529  |            |                         |      |
| ۱۳۹   | ۵   | ۲۹ ژوئن ۱۵۷۳                | ۷:۰۳:۳۶                           | جزئی | 67.5N 108.2W             | 1.1724  | 0.677  |            |                         |      |
| ۱۳۹   | ۶   | ۲۰ ژوئیه ۱۵۹۱               | ۱۴:۰۲:۰۸                          | جزئی | 68.5N 136E               | 1.0911  | 0.8249 |            |                         |      |
| ۱۳۹   | ۷   | ۳۰ ژوئیه ۱۶۰۹               | ۲۱:۰۷:۰۸                          | جزئی | 69.5N 17.9E              | 1.014   | 0.9657 |            |                         |      |
| ۱۳۹   | ۸   | ۱۱ اوت ۱۶۲۷                 | ۴:۱۷:۱۴                           | مرکب | 77.7N 173.3W             | ۰٫۹۴۰۱  | ۱٫۰۰۰۱ | ۱          | ۰ دقیقه و ۰۰ ثانیه      |      |
| ۱۳۹   | ۹   | ۲۱ اوت ۱۶۴۵                 | ۱۱:۳۴:۱۸                          | مرکب | 68.2N 43.7E              | ۰٫۸۷۱   | ۱٫۰۰۴  | ۲۸         | ۰ دقیقه و ۱۶ ثانیه      |      |
| ۱۳۹   | ۱۰  | ۱ سپتامبر ۱۶۶۳              | ۱۸:۵۹:۰۸                          | مرکب | 58.6N 78.9W              | ۰٫۸۰۷۳  | ۱٫۰۰۶۵ | ۳۸         | ۰ دقیقه و ۲۹ ثانیه      |      |
| ۱۳۹   | ۱۱  | ۱۲ سپتامبر ۱۶۸۱             | ۲:۳۳:۱۲                           | مرکب | 49.8N 161.1E             | ۰٫۷۵۰۴  | ۱٫۰۰۸۳ | ۴۳         | ۰ دقیقه و ۴۰ ثانیه      |      |
| 139   | 12  | September ۲۳, ۱۶۹۹          | ۱۰:۱۶:۱۲                          | مرکب | 41.8N 40.7E              | ۰٫۶۹۹۹  | ۱٫۰۰۹۵ | ۴۶         | ۰ دقیقه و ۴۹ ثانیه      |      |
| ۱۳۹   | ۱۳  | ۴ اکتبر ۱۷۱۷                | ۱۸:۰۸:۲۷                          | مرکب | 34.6N 81.1W              | ۰٫۶۵۶۳  | ۱٫۰۱۰۴ | ۴۷         | ۰ دقیقه و ۵۶ ثانیه      |      |
| ۱۳۹   | ۱۴  | ۱۶ اکتبر ۱۷۳۵               | ۲:۱۰:۳۴                           | مرکب | 28.3N 155.2E             | ۰٫۶۲۰۲  | ۱٫۰۱۱  | ۴۸         | ۱ دقیقه و ۰۲ ثانیه      |      |
| ۱۳۹   | ۱۵  | ۲۶ اکتبر ۱۷۵۳               | ۱۰:۲۲:۰۱                          | مرکب | 22.7N 29.7E              | ۰٫۵۹۱   | ۱٫۰۱۱۵ | ۴۹         | ۱ دقیقه و ۰۸ ثانیه      |      |
| ۱۳۹   | ۱۶  | ۶ نوامبر ۱۷۷۱               | ۱۸:۴۱:۰۲                          | مرکب | 17.9N 97.3W              | ۰٫۵۶۷۶  | ۱٫۰۱۲  | ۵۰         | ۱ دقیقه و ۱۳ ثانیه      |      |
| ۱۳۹   | ۱۷  | ۱۷ نوامبر ۱۷۸۹              | ۳:۰۸:۳۵                           | مرکب | 14.1N 133.9E             | ۰٫۵۵۰۴  | ۱٫۰۱۲۶ | ۵۲         | ۱ دقیقه و ۱۹ ثانیه      |      |
| ۱۳۹   | ۱۸  | ۲۹ نوامبر ۱۸۰۷              | ۱۱:۴۲:۰۹                          | مرکب | 11.1N 3.9E               | ۰٫۵۳۷۷  | ۱٫۰۱۳۵ | ۵۵         | ۱ دقیقه و ۲۶ ثانیه      |      |
| ۱۳۹   | ۱۹  | ۹ دسامبر ۱۸۲۵               | ۲۰:۲۱:۴۵                          | مرکب | 9.2N 127.4W              | ۰٫۵۲۹۶  | ۱٫۰۱۴۸ | ۶۰         | ۱ دقیقه و ۳۴ ثانیه      |      |
| ۱۳۹   | ۲۰  | ۲۱ دسامبر ۱۸۴۳              | ۵:۰۳:۲۶                           | کامل | 8N 101E                  | ۰٫۵۲۲۷  | ۱٫۰۱۶۵ | ۶۶         | ۱ دقیقه و ۴۳ ثانیه      |      |
| ۱۳۹   | ۲۱  | ۳۱ دسامبر ۱۸۶۱              | ۱۳:۴۹:۰۶                          | کامل | 7.8N 31.6W               | ۰٫۵۱۸۷  | ۱٫۰۱۸۶ | ۷۴         | ۱ دقیقه و ۵۵ ثانیه      |      |
| ۱۳۹   | ۲۲  | ۱۱ ژانویه ۱۸۸۰              | ۲۲:۳۴:۲۵                          | کامل | 8.3N 164.1W              | ۰٫۵۱۳۶  | ۱٫۰۲۱۲ | ۸۴         | ۲ دقیقه و ۰۷ ثانیه      |      |
| ۱۳۹   | ۲۳  | خورشیدگرفتگی ۲۲ ژانویه ۱۸۹۸ | ۷:۱۹:۱۲                           | کامل | 9.5N 63.6E               | ۰٫۵۰۷۹  | ۱٫۰۲۴۴ | ۹۶         | ۲ دقیقه و ۲۱ ثانیه      |      |
| ۱۳۹   | ۲۴  | خورشیدگرفتگی ۳ فوریه ۱۹۱۶   | ۱۶:۰۰:۲۱                          | کامل | 11.1N 67.7W              | ۰٫۴۹۸۷  | ۱٫۰۲۸  | ۱۰۸        | ۲ دقیقه و ۳۶ ثانیه      |      |
| ۱۳۹   | ۲۵  | خورشیدگرفتگی ۱۴ فوریه ۱۹۳۴  | ۰:۳۸:۴۱                           | کامل | 13.2N 161.7E             | ۰٫۴۸۶۸  | ۱٫۰۳۲۱ | ۱۲۳        | ۲ دقیقه و ۵۳ ثانیه      |      |
| ۱۳۹   | ۲۶  | خورشیدگرفتگی ۲۵ فوریه ۱۹۵۲  | ۹:۱۱:۳۵                           | کامل | 15.6N 32.7E              | ۰٫۴۶۹۷  | ۱٫۰۳۶۶ | ۱۳۸        | ۳ دقیقه و ۰۹ ثانیه      |      |
| ۱۳۹   | ۲۷  | خورشیدگرفتگی ۷ مارس ۱۹۷۰    | ۱۷:۳۸:۳۰                          | کامل | 18.2N 94.7W              | ۰٫۴۴۷۳  | ۱٫۰۴۱۴ | ۱۵۳        | ۳ دقیقه و ۲۸ ثانیه      |      |
| ۱۳۹   | ۲۸  | خورشیدگرفتگی ۱۸ مارس ۱۹۸۸   | ۱:۵۸:۵۶                           | کامل | 20.7N 140E               | ۰٫۴۱۸۸  | ۱٫۰۴۶۴ | ۱۶۹        | ۳ دقیقه و ۴۶ ثانیه      |      |
| ۱۳۹   | ۲۹  | خورشیدگرفتگی ۹ فروردین ۱۳۸۵ | ۱۰:۱۲:۲۳                          | کامل | 23.2N 16.7E              | ۰٫۳۸۴۳  | ۱٫۰۵۱۵ | ۱۸۴        | ۴ دقیقه و ۰۷ ثانیه      |      |
| ۱۳۹   | ۳۰  | خورشیدگرفتگی ۸ آوریل ۲۰۲۴   | ۱۸:۱۸:۲۹                          | کامل | 25.3N 104.1W             | ۰٫۳۴۳۱  | ۱٫۰۵۶۶ | ۱۹۸        | ۴ دقیقه و ۲۸ ثانیه      |      |
| ۱۳۹   | ۳۱  | خورشیدگرفتگی ۲۰ آوریل ۲۰۴۲  | ۲:۱۷:۳۰                           | کامل | 27N 137.3E               | ۰٫۲۹۵۶  | ۱٫۰۶۱۴ | ۲۱۰        | ۴ دقیقه و ۵۱ ثانیه      |      |
| ۱۳۹   | ۳۲  | خورشیدگرفتگی ۳۰ آوریل ۲۰۶۰  | ۱۰:۱۰:۰۰                          | کامل | 28N 20.9E                | ۰٫۲۴۲۲  | ۱٫۰۶۶  | ۲۲۲        | ۵ دقیقه و ۱۵ ثانیه      |      |
| ۱۳۹   | ۳۳  | خورشیدگرفتگی ۱۱ مه ۲۰۷۸     | ۱۷:۵۶:۵۵                          | کامل | 28.1N 93.7W              | ۰٫۱۸۳۸  | ۱٫۰۷۰۱ | ۲۳۲        | ۵ دقیقه و ۴۰ ثانیه      |      |
| ۱۳۹   | ۳۴  | خورشیدگرفتگی ۲۲ مه ۲۰۹۶     | ۱:۳۷:۱۴                           | کامل | 27.3N 153.4E             | ۰٫۱۱۹۶  | ۱٫۰۷۳۷ | ۲۴۱        | ۶ دقیقه و ۰۷ ثانیه      |      |
| 139   | 35  | June ۳, ۲۱۱۴                | ۹:۱۴:۰۹                           | کامل | 25.4N 41.3E              | ۰٫۰۵۲۵  | ۱٫۰۷۶۶ | ۲۴۸        | ۶ دقیقه و ۳۲ ثانیه      |      |
| 139   | 36  | June ۱۳, ۲۱۳۲               | ۱۶:۴۶:۲۴                          | کامل | 22.3N 70.1W              | -۰٫۰۱۸۶ | ۱٫۰۷۸۸ | ۲۵۵        | ۶ دقیقه و ۵۵ ثانیه      |      |
| 139   | 37  | June ۲۵, ۲۱۵۰               | ۰:۱۷:۲۵                           | کامل | 18.3N 178.1E             | -۰٫۰۹۱  | ۱٫۰۸۰۲ | ۲۶۰        | ۷ دقیقه و ۱۴ ثانیه      |      |
| 139   | 38  | July ۵, ۲۱۶۸                | ۷:۴۵:۲۳                           | کامل | 13.2N 66.4E              | -۰٫۱۶۶  | ۱٫۰۸۰۷ | ۲۶۴        | ۷ دقیقه و ۲۶ ثانیه      |      |
| ۱۳۹   | ۳۹  | خورشید گرفتگی ۱۶ ژوئیه ۲۱۸۶ | ۱۵:۱۴:۵۴                          | کامل | 7.4N 46.5W               | -۰٫۲۳۹۶ | ۱٫۰۸۰۵ | ۲۶۷        | ۷ دقیقه و ۲۹ ثانیه      |      |
| ۱۳۹   | ۴۰  | ۲۷ ژوئیه ۲۲۰۴               | ۲۲:۴۴:۳۲                          | کامل | 1N 160.1W                | -۰٫۳۱۲۹ | ۱٫۰۷۹۳ | ۲۶۹        | ۷ دقیقه و ۲۲ ثانیه      |      |
| ۱۳۹   | ۴۱  | ۸ اوت ۲۲۲۲                  | ۶:۱۷:۰۵                           | کامل | 6S 84.9E                 | -۰٫۳۸۳۷ | ۱٫۰۷۷۴ | ۲۷۰        | ۷ دقیقه و ۰۶ ثانیه      |      |
| ۱۳۹   | ۴۲  | ۱۸ اوت ۲۲۴۰                 | ۱۳:۵۲:۲۵                          | کامل | 13.3S 31.3W              | -۰٫۴۵۲۲ | ۱٫۰۷۴۶ | ۲۷۰        | ۶ دقیقه و ۴۰ ثانیه      |      |
| ۱۳۹   | ۴۳  | ۲۹ اوت ۲۲۵۸                 | ۲۱:۳۳:۰۵                          | کامل | 20.9S 149.2W             | -۰٫۵۱۶۱ | ۱٫۰۷۱۲ | ۲۶۹        | ۶ دقیقه و ۰۹ ثانیه      |      |
| ۱۳۹   | ۴۴  | ۹ سپتامبر ۲۲۷۶              | ۵:۱۸:۴۷                           | کامل | 28.5S 91.2E              | -۰٫۵۷۵۵ | ۱٫۰۶۷۱ | ۲۶۶        | ۵ دقیقه و ۳۳ ثانیه      |      |
| ۱۳۹   | ۴۵  | ۲۰ سپتامبر ۲۲۹۴             | ۱۳:۰۹:۵۸                          | کامل | 36.2S 29.9W              | -۰٫۶۳   | ۱٫۰۶۲۷ | ۲۶۳        | ۴ دقیقه و ۵۶ ثانیه      |      |
| ۱۳۹   | ۴۶  | ۱ اکتبر ۲۳۱۲                | ۲۱:۰۸:۲۶                          | کامل | 43.8S 152.9W             | -۰٫۶۷۸۳ | ۱٫۰۵۷۸ | ۲۵۸        | ۴ دقیقه و ۲۰ ثانیه      |      |
| ۱۳۹   | ۴۷  | ۱۳ اکتبر ۲۳۳۰               | ۵:۱۳:۴۱                           | کامل | 51.2S 82.5E              | -۰٫۷۲۰۸ | ۱٫۰۵۲۸ | ۲۵۱        | ۳ دقیقه و ۴۶ ثانیه      |      |
| ۱۳۹   | ۴۸  | ۲۳ اکتبر ۲۳۴۸               | ۱۳:۲۶:۵۶                          | کامل | 58.2S 43.6W              | -۰٫۷۵۶۴ | ۱٫۰۴۷۶ | ۲۴۲        | ۳ دقیقه و ۱۴ ثانیه      |      |
| ۱۳۹   | ۴۹  | ۳ نوامبر ۲۳۶۶               | ۲۱:۴۶:۰۴                          | کامل | 64.8S 170.2W             | -۰٫۷۸۶۸ | ۱٫۰۴۲۶ | ۲۳۱        | ۲ دقیقه و ۴۶ ثانیه      |      |
| ۱۳۹   | ۵۰  | ۱۴ نوامبر ۲۳۸۴              | ۶:۱۳:۲۰                           | کامل | 70.9S 63.5E              | -۰٫۸۱۰۲ | ۱٫۰۳۷۷ | ۲۱۷        | ۲ دقیقه و ۲۲ ثانیه      |      |
| ۱۳۹   | ۵۱  | ۲۵ نوامبر ۲۴۰۲              | ۱۴:۴۵:۴۱                          | کامل | 76.2S 59.6W              | -۰٫۸۲۹۱ | ۱٫۰۳۳۲ | ۲۰۲        | ۲ دقیقه و ۰۲ ثانیه      |      |
| ۱۳۹   | ۵۲  | ۵ دسامبر ۲۴۲۰               | ۲۳:۲۳:۵۲                          | کامل | 80.2S 174W               | -۰٫۸۴۳۱ | ۱٫۰۲۹  | ۱۸۵        | ۱ دقیقه و ۴۴ ثانیه      |      |
| ۱۳۹   | ۵۳  | ۱۷ دسامبر ۲۴۳۸              | ۸:۰۵:۴۰                           | کامل | 81.7S 84.3E              | -۰٫۸۵۳۹ | ۱٫۰۲۵۴ | ۱۶۸        | ۱ دقیقه و ۳۰ ثانیه      |      |
| ۱۳۹   | ۵۴  | ۲۷ دسامبر ۲۴۵۶              | ۱۶:۵۱:۲۵                          | کامل | 79.8S 22W                | -۰٫۸۶۱۴ | ۱٫۰۲۲۲ | ۱۵۱        | ۱ دقیقه و ۱۹ ثانیه      |      |
| ۱۳۹   | ۵۵  | ۸ ژانویه ۲۴۷۵               | ۱:۳۷:۵۲                           | کامل | 76.2S 141.8W             | -۰٫۸۶۷۹ | ۱٫۰۱۹۶ | ۱۳۶        | ۱ دقیقه و ۱۰ ثانیه      |      |
| ۱۳۹   | ۵۶  | ۱۸ ژانویه ۲۴۹۳              | ۱۰:۲۴:۳۰                          | کامل | 72.2S 90.8E              | -۰٫۸۷۴۲ | ۱٫۰۱۷۴ | ۱۲۳        | ۱ دقیقه و ۰۲ ثانیه      |      |
| ۱۳۹   | ۵۷  | ۳۰ ژانویه ۲۵۱۱              | ۱۹:۰۹:۳۳                          | کامل | 68.1S 39.5W              | -۰٫۸۸۱۶ | ۱٫۰۱۵۷ | ۱۱۴        | ۰ دقیقه و ۵۷ ثانیه      |      |
| ۱۳۹   | ۵۸  | ۱۰ فوریه ۲۵۲۹               | ۳:۵۲:۳۱                           | کامل | 64.3S 170.7W             | -۰٫۸۹۰۸ | ۱٫۰۱۴۳ | ۱۰۸        | ۰ دقیقه و ۵۳ ثانیه      |      |
| ۱۳۹   | ۵۹  | ۲۱ فوریه ۲۵۴۷               | ۱۲:۲۹:۳۰                          | کامل | 61.1S 59.6E              | -۰٫۹۰۴۶ | ۱٫۰۱۳۲ | ۱۰۶        | ۰ دقیقه و ۵۰ ثانیه      |      |
| ۱۳۹   | ۶۰  | ۳ مارس ۲۵۶۵                 | ۲۱:۰۱:۳۹                          | کامل | 58.7S 68.8W              | -۰٫۹۲۲  | ۱٫۰۱۲۱ | ۱۰۷        | ۰ دقیقه و ۴۶ ثانیه      |      |
| ۱۳۹   | ۶۱  | ۱۵ مارس ۲۵۸۳                | ۵:۲۵:۵۲                           | کامل | 57.4S 166.2E             | -۰٫۹۴۵۶ | ۱٫۰۱۰۹ | ۱۱۵        | ۰ دقیقه و ۴۲ ثانیه      |      |
| ۱۳۹   | ۶۲  | ۲۶ مارس ۲۶۰۱                | ۱۳:۴۳:۵۵                          | کامل | 58S 45.6E                | -۰٫۹۷۴  | ۱٫۰۰۹۱ | ۱۴۲        | ۰ دقیقه و ۳۵ ثانیه      |      |
| ۱۳۹   | ۶۳  | ۶ آوریل ۲۶۱۹                | ۲۱:۵۱:۰۲                          | جزئی | 61.2S 60.7W              | -1.0108 | 0.9781 |            |                         |      |
| ۱۳۹   | ۶۴  | ۱۷ آوریل ۲۶۳۷               | ۵:۵۱:۳۳                           | جزئی | 61.6S 170.8E             | -1.0525 | 0.9013 |            |                         |      |
| ۱۳۹   | ۶۵  | ۲۸ آوریل ۲۶۵۵               | ۱۳:۴۰:۵۶                          | جزئی | 62S 45.1E                | -1.1024 | 0.8094 |            |                         |      |
| ۱۳۹   | ۶۶  | ۸ مه ۲۶۷۳                   | ۲۱:۲۳:۲۳                          | جزئی | 62.7S 79.1W              | -1.1574 | 0.708  |            |                         |      |
| ۱۳۹   | ۶۷  | ۲۰ مه ۲۶۹۱                  | ۴:۵۵:۰۹                           | جزئی | 63.4S 159.1E             | -1.2203 | 0.5922 |            |                         |      |
| ۱۳۹   | ۶۸  | ۳۱ مه ۲۷۰۹                  | ۱۲:۲۱:۱۷                          | جزئی | 64.2S 38.6E              | -1.2869 | 0.4697 |            |                         |      |
| ۱۳۹   | ۶۹  | ۱۱ ژوئن ۲۷۲۷                | ۱۹:۳۹:۰۱                          | جزئی | 65.2S 80.2W              | -1.359  | 0.3372 |            |                         |      |
| ۱۳۹   | ۷۰  | ۲۲ ژوئن ۲۷۴۵                | ۲:۵۱:۳۰                           | جزئی | 66.1S 162E               | -1.4345 | 0.1992 |            |                         |      |
| ۱۳۹   | ۷۱  | ۳ ژوئیه ۲۷۶۳                | ۹:۵۸:۲۳                           | جزئی | 67.1S 45.2E              | -1.5132 | 0.0562 |            |                         |      |